# سلطان شبلی
مظفرالدین سلطان شبلی، از شاهزادگانآل مظفر و فرزندشاه شجاع از خواهر امیر سیورغتمش اوغانی  بود.

## زندگی‌نامه
سلطان شبلی در نوجوانی به مأموریت‌هایی چون امارت کرمان فرستاده شد، اما کم کم آثار سرکشی از وی به ظهور رسید و به فرمان پدرش شاه شجاع در سال ۷۸۵ هجری قمری نابینا شد. سلطان شبلی همراه با برادر کوچکشسلطان زین العابدین، تنها شاهزادگان آل مظفر بودند که از واقعه قتل عام این خاندان پادشاهی به فرمانتیمور در سال ۷۹۵ هجری در شهر قمشه جان به در بردند. تیمور این دو شاهزاده را که به سبب نابینایی، موجب خطر نمی دید، به سمرقند فرستاد و برایشان مستمری تعیین کرد و آن دو در سمرقند زنده بودند تا به مرگ طبیعی از دنیا رفتند.